# Cupressopathes paniculata
Cupressopathes paniculata is een Antipathariasoort uit de familie van de Myriopathidae. De wetenschappelijke naam van de soort is voor het eerst geldig gepubliceerd in 1796 door Esper.